# Nematoplana ezoplanoides
Nematoplana ezoplanoides is een platworm (Platyhelminthes). De worm is tweeslachtig. De soort leeft in het zoute water.
Het geslacht Nematoplana, waarin de platworm wordt geplaatst, wordt tot de familie Nematoplanidae gerekend. De wetenschappelijke naam van de soort werd voor het eerst geldig gepubliceerd in 2002 door Curini-Galletti, Oggiano & Casu.